# Брасовський район
Брасовський район (рос. Брасовский район) — адміністративна одиниця на південному сході Брянської області Росії. Адміністративний центр — селище міського типу Локоть.

## Географія
Площа 1210 км².
Основні річки — Нерусса, Крапивна.

## Історія
Район утворений в 1929 р., на територіальній основі Брасовської волості Севського повіту з одночасним включенням до його складу території Глодневського району Центрально-Чорноземної області.
До 20 жовтня 1931 райцентром було село Брасово - звідси найменування району, що збереглося до теперішнього часу.
В 1929 - 1937 роках Брасовський район входив до складу Західної області, в 1937 - 1944 роках - у складі Орловської області, з 1944 - у складі Брянської області.
Під час Другої світової війни був центром Локотського самоврядування.

## Демографія
Населення району становить 22,6 тис. чоловік, зокрема в місті проживають близько 12 тис. Всього налічується 82 сільських населених пункти.

## Населені пункти
У 2005 році після муніципальної реформи в районі стало 11 муніципальних утворень із статусом поселень, з них 1 міське, 10 сільських:
- Локотське міське поселення
- Брасовське сільське поселення
- Веребське сільське поселення
- Вороноволозьке сільське поселення
- Глоднєвське сільське поселення
- Добриковське сільське поселення
- Дубровське сільське поселення
- Крупецьке сільське поселення
- Погребське сільське поселення
- Сниткінське сільське поселення
- Столбовське сільське поселення

## Транспорт
Через район проходить залізниця Брянськ—Харків, автомагістраль Москва—Київ.